# 兵庫村 (福井県)
兵庫村（ひょうごむら）は福井県坂井郡にあった村。現在の坂井市坂井町上兵庫・坂井町下兵庫にあたる。

## 地理
- 河川：兵庫川

## 歴史
- 1889年（明治22年）4月1日 - 町村制の施行により、上兵庫村及び下兵庫村の区域をもって、兵庫村が発足する。
- 1955年（昭和30年）3月31日 - 大関村 、東十郷村及び兵庫村が合併して、坂井村が発足する。

## 交通

### 鉄道路線
- 京福電気鉄道
  - 三国芦原線（現・えちぜん鉄道三国芦原線）
    - 下兵庫駅